# ATF3
ATF3 (англ. Activating transcription factor 3) – білок, який кодується однойменним геном, розташованим у людей на короткому плечі 1-ї хромосоми.  Довжина поліпептидного ланцюга білка становить 181 амінокислот, а молекулярна маса — 20 576.
| 10         |  | 20         |  | 30         |  | 40         |  | 50         |
| ---------- |  | ---------- |  | ---------- |  | ---------- |  | ---------- |
| MMLQHPGQVS |  | ASEVSASAIV |  | PCLSPPGSLV |  | FEDFANLTPF |  | VKEELRFAIQ |
| NKHLCHRMSS |  | ALESVTVSDR |  | PLGVSITKAE |  | VAPEEDERKK |  | RRRERNKIAA |
| AKCRNKKKEK |  | TECLQKESEK |  | LESVNAELKA |  | QIEELKNEKQ |  | HLIYMLNLHR |
| PTCIVRAQNG |  | RTPEDERNLF |  | IQQIKEGTLQ |  | S          |  |            |

A: Аланін

C: Цистеїн

D: Аспарагінова кислота

E: Глутамінова кислота

F: Фенілаланін

G: Гліцин

H: Гістидин

I: Ізолейцин

K: Лізин

L: Лейцин

M: Метіонін

N: Аспарагін

P: Пролін

Q: Глутамін

R: Аргінін

S: Серин

T: Треонін

V: Валін

Кодований геном білок за функціями належить до репресорів, фосфопротеїнів. 
Задіяний у таких біологічних процесах як транскрипція, регуляція транскрипції, поліморфізм. 
Білок має сайт для зв'язування з ДНК. 
Локалізований у ядрі.